# Dickens (cráter)
Dickens es un cráter de impacto de 77,31 km de diámetro del planeta Mercurio. Debe su nombre al novelista inglés  charles Dickens (1812-1870), y su nombre fue aprobado por la  Unión Astronómica Internacional en 1976.